# Hans Wallén
Hans Wallén, född 19 januari 1961 i Askim, är en svensk seglare, rorsman/taktiker. Han ägnade sig tidigt åt ett antal idrotter och var B-landslagsman i utförsåkning 1980-1981, tävlingsförare i Go-kart 1985-1987 och tävlingsseglare i windsurfing 1982-1984, men det är i segling som han fått störst framgång. Han är bror till formgivaren Pia Wallén.
När han var i slutet av sin juniorkarriär som jolleseglare skrev han seglingsboken Optimistsegling och gjorde även en seglingsvideo som följer boken.
Hans Wallén deltog i TV-programmet Superstars där han kom 4:a.
Under världscupen i Tornadosegling 2002 kom han 6:a och 2:a. Han tävlar även i andra internationella klasser i större båttyper och tog VM-guld i klassen 11 m.o.d.1997 och 1999.
I regattan Key West Race Week 1998 segrade han. Wallén deltog även i Swedish Match Cup-regattan i Marstrand 1998 och slog i sin match totaltvåan i hela tävlingen.
Under 2000 seglade Wallén som skeppare på 60 fots-trimaranen SONY. Han deltog i åtta tävlingar som visades under 5 entimmarsprogram i svensk TV. 
Han var även skeppare på VO60-båten Elanders under sommaren 2003 på Volvo Baltic Race. Under vintern har Hans Wallén seglat som taktiker på Norwegian Storm , en Farr 40 som seglas mycket på internationella arenor. 2003 blev Hans Wallén Europamästare i Farr40-klassen som taktiker på den tyska båten Struntje Light. Man blev sedan 4:a i Big Boat Series i San Francisco 2004

## Meriter
- 2006 SM-Guld, Drake
- 2005 Silver Tyska mästerskap Drake
- 2003 Guld EM Farr40 Frankrike
- 2001 VM-brons 11mod
- 2000 OS 7:a Sydney -2000 Soling
- 2000 VM-brons soling
- 1999 1:a För–OS soling
- 1999 VM-guld, soling -99 1:a EM soling
- 1999 VM-guld, Sandhamn 11 m.o.d
- 1997 VM-guld, Tyskland-97 11 m.o.d.
- 1996 OS-silver, USA, starbåt
- 1993 VM-silver, Tyskland-93 starbåt
- 1992 OS-5:a Barcelona-92 starbåt
- 18 st SM-guld starbåt-e-jolle-11:A-optimist etc.
- 3 VM-guld -optimist
- VM-guld e-jolle
- NM-silver. Danmark soling 1997
- 1:a världscupen Spa soling 1998
- 2:a världscupen Kiel soling 1998
- 1:a världscupen 3ggr soling 1999

## Utmärkelser i urval
- Årets seglare 1978
- Årets seglare 1996
- Nominerad till årets idrottsman 1996
- Årets seglare 1999
- Göteborgs-Postens stora sportpris 2000
- Guldratten 2000